# Finale FA Cup 1996
De finale van de FA Cup van het seizoen 1995/96 werd gehouden op 11 mei 1996. Manchester United nam het op tegen Liverpool. De wedstrijd vond plaats in het Wembley Stadium in Londen. Manchester United won met het kleinste verschil na een laat doelpunt van aanvoerder Éric Cantona. 
Wegens een blessure bij de reguliere aanvoerder Steve Bruce mocht Cantona de aanvoerdersband dragen, waardoor hij gelijk de eerste buitenlandse aanvoerder was die de beker in de lucht mocht steken. Vijf minuten voor het laatste fluitsignaal maakte Liverpool-doelman David James een hoekschop maar half onschadelijk, waarna Cantona de bal zonder aarzelen op de slof nam. De vier centrale middenvelders van Manchester United en Liverpool (twee dergelijke middenvelders bij beide ploegen) gaven elkaar geen duimbreed toe, waardoor de finale vrij gesloten verliep. Roy Keane werd uitgeroepen tot man van de wedstrijd om zijn geleverde spel. Keane stopte John Barnes, de wat ouder geworden aanvoerder en draaischijf van The Reds, figuurlijk in zijn achterzak. 

## Finale

### Wedstrijd
|                         |                   |       |           |                                                                                          |
| 11 mei 1996 15:00 UTC+1 | Manchester United | 1 – 0 | Liverpool | Wembley Stadium, Londen Toeschouwers: 79.007 Scheidsrechter: Dermot Gallagher (Engeland) |
| 11 mei 1996 15:00 UTC+1 | Cantona 85'       |       |           | Wembley Stadium, Londen Toeschouwers: 79.007 Scheidsrechter: Dermot Gallagher (Engeland) |

| Manchester United | Liverpool |

| Manchester United: |    |                  |     |
|                    |    |                  |     |
| GK                 | 1  | Peter Schmeichel |     |
| RB                 | 3  | Denis Irwin      |     |
| CB                 | 6  | Gary Pallister   |     |
| CB                 | 12 | David May        |     |
| LB                 | 23 | Phil Neville     | 69' |
| RM                 | 24 | David Beckham    | 90' |
| CM                 | 16 | Roy Keane        |     |
| CM                 | 19 | Nicky Butt       |     |
| LM                 | 11 | Ryan Giggs       |     |
| AM                 | 7  | Éric Cantona     |     |
| CF                 | 17 | Andy Cole        | 64' |
| Wisselspelers:     |    |                  |     |
| MF                 | 22 | Paul Scholes     | 64' |
| DF                 | 20 | Gary Neville     | 90' |
| Coach:             |    |                  |     |
| Alex Ferguson      |    |                  |     |

| Liverpool:     |    |                 |     |
|                |    |                 |     |
| GK             | 1  | David James     |     |
| RWB            | 4  | Jason McAteer   |     |
| CB             | 12 | John Scales     |     |
| CB             | 5  | Mark Wright     |     |
| CB             | 6  | Phil Babb       | 60' |
| LWB            | 2  | Rob Jones       | 86' |
| CM             | 15 | Jamie Redknapp  | 40' |
| CM             | 10 | John Barnes     |     |
| AM             | 17 | Steve McManaman |     |
| CF             | 23 | Robbie Fowler   |     |
| CF             | 8  | Stan Collymore  | 74' |
| Wisselspelers: |    |                 |     |
| FW             | 9  | Ian Rush        | 74' |
| MF             | 16 | Michael Thomas  | 86' |
| Coach:         |    |                 |     |
| Roy Evans      |    |                 |     |